# Molorchus carus
Molorchus carus là một loài bọ cánh cứng trong họ Cerambycidae.